# داگ بینگ (بازیکن فوتبال)
داگ بینگ (انگلیسی: Doug Bing; ۲۷ اکتبر ۱۹۲۸ – ۵ فوریهٔ ۲۰۱۳) بازیکن فوتبال اهل بریتانیا بود.
از باشگاه‌هایی که در آن بازی کرده‌است می‌توان به باشگاه فوتبال وستهام یونایتد اشاره کرد.